# Ligne de Commentry à Gannat
La ligne de Commentry à Gannat est une ligne ferroviaire française qui relie la gare de Commentry et celle de Gannat dans le sud de l'Allier. Longue de 54 km, elle est non électrifiée et en partie à voie unique. Elle est empruntée par la liaison de Clermont-Ferrand à Montluçon, mais aussi par la liaison de Lyon à Bordeaux actuellement suspendue.
Elle constitue la ligne no 707 000 du réseau ferré national.

## Histoire
Le premier projet d'une ligne de Lyon à Bordeaux passant par la limite nord du Massif central est dû à la Compagnie du chemin de fer du Grand Central en 1853. La ligne de Commentry à Gannat qui en constitue une section, est déclarée d'utilité publique par décret impérial le 14 juin 1861. Après l'échec de cette compagnie en 1857, la ligne « de Commentry à Gannat », partie ouest du projet initial, est concédée à titre définitif à la Compagnie du chemin de fer de Paris à Orléans par une convention signée le 11 juin 1863 entre le ministre des Travaux Publics et la compagnie avec un délai d'exécution de 8 ans. Cette convention est approuvée par un décret impérial le 6 juillet 1863.
Wilhelm Nördling, ingénieur en chef de la Compagnie, est chargé de la construction de la ligne. Le chantier compte jusqu'à 5 000 travailleurs et les 54 km en terrain souvent accidenté nécessitent la construction de nombreux ouvrages d'art : plus de 1176 mètres de tunnel et sept viaducs dont quatre pour franchir les vallées de la Bouble et de la Sioule : les viaducs de la Bouble, du Belon, de Rouzat et de Neuvial, aujourd'hui tous les quatre inscrits aux monuments historiques. Ils sont alors les 3e, 4e, 5e et 6e viaducs métalliques construits en France et les premiers avec la technique du poussage. Ils associent aussi ingénieusement fonte grise et fer puddlé. 
La ligne est inaugurée en 1871.

### Modernisation de la ligne

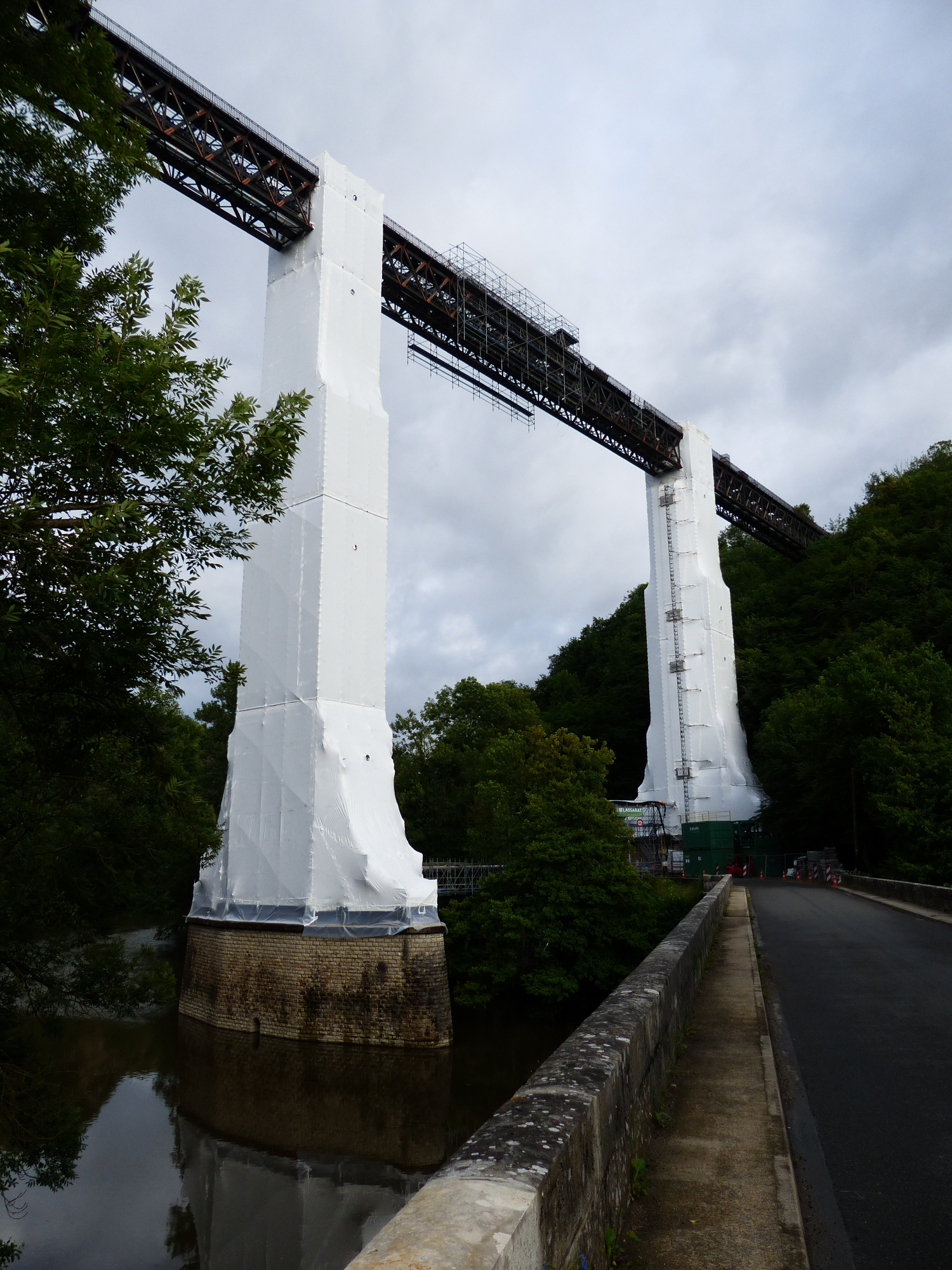
Travaux de maintenance sur le viaduc de Rouzat en juillet 2013.

Des travaux sur la ligne ont nécessité une coupure de l'axe Clermont-Ferrand – Montluçon entre le 4 mars et le 6 décembre 2013. RFF a engagé dans le cadre du Plan rail Auvergne d'importants travaux d'entretien pour un montant de 43 millions d’euros, avec la réfection des viaducs métalliques de Rouzat et de Bellon, ainsi que la sécurisation de tranchées et de remblais.
D'autres travaux ont été réalisés afin d'assurer la pérennité de la ligne, comme en 2020 avec un Renouvellement Voie Ballast à hauteur du tunnel de Neuvial et la suppression de la limitation de vitesse à 40 km/h en gare de Lapeyrouse, pour un montant de 6,2 millions d'euros.

### Projet de mine de lithium
Dans le cadre d'un projet d'extraction de lithium à Échassières par Imerys, l'utilisation du rail est jugée indispensable pour le transport de ce minerai entre la gare de Saint-Bonnet-de-Rochefort, où doit être localisée la plate-forme de chargement, et l'usine de conversion vers Montluçon qui devrait ouvrir en 2028, à condition que la ligne soit en bon état, ce qui n'est pas le cas selon un syndicat de cheminots.
Les financements restent à trouver pour rénover la ligne afin d'accueillir les futurs trains de marchandises. Les élus locaux militent pour que le projet Emili se réalise en utilisant le mode ferroviaire, pour lequel la ligne est « un enjeu de souveraineté nationale » pour Véronique Pouzadoux, maire de Gannat et présidente de la communauté de communes Saint-Pourçain Sioule Limagne. Pour Frédéric Laporte, maire de Montluçon et président de la communauté d'agglomération Montluçon Communauté, « l'État doit assumer pleinement la charge des travaux ».
L'aménagement de la ligne de Montluçon à Gannat n'a pourtant pas été inscrit dans le contrat de plan État-Région, signé le 16 mai 2024 à Brignais par Laurent Wauquiez, président du conseil régional d'Auvergne-Rhône-Alpes, et Christophe Béchu, ministre de la Transition écologique. Il fait l'objet d'un traitement spécifique, avec une opportunité « en termes d'emploi et de développement économique » pour le bassin de vie montluçonnais.

## Exploitation
Les trains TER Auvergne-Rhône-Alpes reliant Montluçon à Clermont-Ferrand sont les seuls à circuler sur cette ligne en 2024. Des autorails X 73500 sont affectés sur cette relation, plus rarement des automoteurs X 76500.
Cette ligne était autrefois empruntée par les trains Intercités reliant Lyon à Bordeaux par Montluçon et Limoges. Ces trains étaient assurés jusqu'en 2004 par des rames à turbine à gaz, puis par des automoteurs X 72500 à partir de 2008 et jusqu'à la suppression de la desserte.
Des trains de marchandises circulent parfois la nuit.